# ホアン・カルネイロ
ホアン・"ジュカオン"・カルネイロ（Roan "Jucão" Carneiro、1978年6月2日 - ）は、ブラジルの男性総合格闘家。リオデジャネイロ州出身。アメリカ合衆国ジョージア州アトランタ在住。アメリカン・トップチーム・アトランタ所属。
絞め技「スピニングチョーク（アナコンダチョーク）」の考案者。

## 来歴
12歳でブラジリアン柔術を始め、18歳でブラジレイロ紫帯無差別級で優勝。その後、カーウソン道場で練習し、ムリーロ・ブスタマンチらの指導を受けた。その後、ブラジリアン・トップチームに移籍し、パリ支部で指導に当たる。
2004年12月、ADCC 2005ブラジル予選の77kg未満級で優勝を果たした。
2005年2月12日、DEEP初参戦となったDEEP 18th IMPACTのメインイベントで長南亮と対戦。長南の跳び膝蹴りで右瞼をカットしTKO負けとなった。
2005年5月、ADCC 2005では、1回戦を勝ち上がったが、2回戦で敗退した。
2005年11月30日、ブリュッセル・インターナショナル・グラップリングに出場し、無差別級と80kg級で優勝を果たした。
2007年4月5日、UFC初参戦となったUFC Fight Night: Stevenson vs. Guillardでリッチ・クレメンティと対戦し、3-0の判定勝ち。
2007年6月12日、UFC Fight Night: Stout vs. Fisherでジョン・フィッチと対戦し、チョークスリーパーで一本負け。
フィッチ戦後、拠点をアメリカに移し、アメリカン・トップチームに移籍。
2008年6月7日、UFC 85でケヴィン・バーンズに三角絞めで一本負け。9月6日、UFC 88で長南亮に1-2の判定負け。2連敗となりUFCからリリースされた。
2010年10月16日、United GloryのMMAワールドシリーズ1回戦で修斗世界ミドル級（-76kg）王者ルイス・"ベイサォン"・ハモスと対戦し、3-0の判定勝ちを収めた。

### UFC復帰
2015年2月28日、UFC 184でミドル級ランキング13位のマーク・ムニョスと対戦し、リアネイキドチョークで一本勝ち。
2016年2月21日、UFC Fight Night: Cowboy vs. Cowboyでミドル級ランキング13位のデレク・ブランソンと対戦し、KO負け。

## 戦績

### 総合格闘技
| 総合格闘技 戦績 | 総合格闘技 戦績 | 総合格闘技 戦績 | 総合格闘技 戦績 | 総合格闘技 戦績 | 総合格闘技 戦績 | 総合格闘技 戦績 |
| --------------- | --------------- | --------------- | --------------- | --------------- | --------------- | --------------- |
| 32 試合         | (T)KO           | 一本            | 判定            | その他          | 引き分け        | 無効試合        |
| 21 勝           | 2               | 10              | 9               | 0               | 0               | 0               |
| 11 敗           | 3               | 4               | 4               | 0               | 0               | 0               |

| 勝敗 | 対戦相手                         | 試合結果                     | 大会名                                                                         | 開催年月日     |
| ×    | ライアン・ラフレアー             | 5分3R終了 判定0-3            | UFC 208: Holm vs. de Randamie                                                  | 2017年2月11日  |
| ○    | ケニー・ロバートソン             | 5分3R終了 判定2-1            | UFC Fight Night: Poirier vs. Johnson                                           | 2016年9月17日  |
| ×    | デレク・ブランソン               | 1R 2:38 KO（パウンド）       | UFC Fight Night: Cowboy vs. Cowboy                                             | 2016年2月21日  |
| ○    | マーク・ムニョス                 | 1R 1:40 リアネイキドチョーク | UFC 184: Rousey vs. Zingano                                                    | 2015年2月28日  |
| ○    | ブロック・ラーソン               | 5分3R終了 判定3-0            | BattleGrounds MMA 5: One Night Elimination 【ウェルター級トーナメント 決勝】   | 2014年10月3日  |
| ○    | トレイ・ヒューストン             | 2R 2:11 TKO（パンチ連打）    | BattleGrounds MMA 5: One Night Elimination 【ウェルター級トーナメント 準決勝】 | 2014年10月3日  |
| ○    | ランドール・ウォレス             | 1R 3:29 ストレートアームバー | BattleGrounds MMA 5: One Night Elimination 【ウェルター級トーナメント 1回戦】  | 2014年10月3日  |
| ○    | ショーン・ハフマン               | 1R 1:59 リアネイキドチョーク | Wild Bill's Fight Night 60                                                     | 2013年10月18日 |
| ○    | チョ・ジョンファン               | 1R 4:41 腕ひしぎ十字固め     | ROAD FC 007: Recharged                                                         | 2012年3月24日  |
| ×    | トミー・デュプレ                 | 1R 2:36 腕ひしぎ十字固め     | United Glory 13 【MMAワールドシリーズ 準決勝】                                 | 2011年3月19日  |
| ○    | ルイス・"ベイサォン"・ハモス     | 5分3R終了 判定3-0            | United Glory 12 【MMAワールドシリーズ 1回戦】                                  | 2010年10月16日 |
| ○    | ジョルジ・パチーユ・マカコ       | 5分3R終了 判定3-0            | Shine Fights 2: ATT vs. The World                                              | 2009年9月4日   |
| ×    | 長南亮                           | 5分3R終了 判定1-2            | UFC 88: Breakthrough                                                           | 2008年9月6日   |
| ×    | ケヴィン・バーンズ               | 2R 2:53 三角絞め             | UFC 85: Bedlam                                                                 | 2008年6月7日   |
| ○    | トニー・デソーザ                 | 2R 3:33 TKO（パウンド）      | UFC 79: Nemesis                                                                | 2007年12月29日 |
| ×    | ジョン・フィッチ                 | 2R 1:07 チョークスリーパー   | UFC Fight Night: Stout vs. Fisher                                              | 2007年6月12日  |
| ○    | リッチ・クレメンティ             | 5分3R終了 判定3-0            | UFC Fight Night: Stevenson vs. Guillard                                        | 2007年4月5日   |
| ×    | ファビオ・"ネガォン"・ナシメント | 5分3R終了 判定0-3            | Cla Fighting Championships 1                                                   | 2006年11月23日 |
| ○    | 渡辺良知                         | 1R 1:36 肩固め               | Showfight 5                                                                    | 2006年11月9日  |
| ○    | 石井大輔                         | 5分3R終了 判定3-0            | DEEP 25 IMPACT                                                                 | 2006年8月4日   |
| ×    | レオナルド・ルシオ               | 1R終了時 TKO（タオル投入）   | WCFC: No Guts No Glory 【決勝】                                                | 2006年3月18日  |
| ○    | マット・ホーウィッチ             | 5分3R終了 判定2-1            | WCFC: No Guts No Glory 【準決勝】                                              | 2006年3月18日  |
| ○    | グレゴリー・ブーシェラゲム       | 5分3R終了 判定2-1            | WCFC: No Guts No Glory 【1回戦】                                               | 2006年3月18日  |
| ○    | クラウディオ・ポパイ             | ギブアップ                   | Fight for Respect 1                                                            | 2005年10月15日 |
| ×    | 長南亮                           | 3R 2:15 TKO（右瞼のカット）  | DEEP 18th IMPACT                                                               | 2005年2月12日  |
| ○    | ポール・ジェンキンス             | 1R チョークスリーパー        | Shooto Switzerland 2                                                           | 2004年9月4日   |
| ○    | ホドリゴ・ファス                 | 5分3R終了 判定               | Absolute Fighting Championships: Brazil 1                                      | 2004年8月28日  |
| ○    | アドリアーノ・ヴェルデリ         | 1R 1:11 スピニングチョーク   | Meca World Vale Tudo 9                                                         | 2003年8月1日   |
| ○    | セバスチャン・ボレアン           | 1R ギブアップ                | Argentina Fighting Championships 1                                             | 2003年5月10日  |
| ○    | カルロス・エスポンジャ           | 1R ギブアップ（打撃）        | Meca World Vale Tudo 7                                                         | 2002年11月8日  |
| ×    | アンデウソン・シウバ             | 1R 5:33 ギブアップ（パンチ） | Meca World Vale Tudo 6                                                         | 2002年1月31日  |
| ×    | マルセロ・ベルミーロ             | 判定                         | Heroes 1                                                                       | 2000年7月24日  |

### グラップリング
| 勝敗 | 対戦相手           | 試合結果 | 大会名                         | 開催年月日    |
| ×    | パブロ・ポポビッチ | 判定     | ADCC 2005 【77kg未満級 2回戦】 | 2005年5月28日 |
| ○    | ガヴィン・カルパー | 判定     | ADCC 2005 【77kg未満級 1回戦】 | 2005年5月28日 |

## 獲得タイトル
- ブラジル柔術選手権 紫帯アプソルート級 優勝（1996年）
- ADCC 2005ブラジル予選 77kg未満級 優勝（2004年）
- ブリュッセル・インターナショナル・グラップリング 80kg級 優勝（2005年）
- ブリュッセル・インターナショナル・グラップリング 無差別級 優勝（2005年）
- BattleGrounds MMA 5 ウェルター級トーナメント 優勝（2014年）

## 表彰
- ブラジリアン柔術 黒帯

## 出演
- ウォーリアー（2011年）